# Desaparición de Cecilia Strzyzowski
Cecilia Marlene Strzyzowski es una joven residente de Resistencia, Argentina, que se encuentra desaparecida desde el 2 de junio de 2023, cuando contaba con 28 años de edad, siendo presunta víctima de femicidio. Entre los principales sospechosos e imputados se encuentran, su pareja, César Sena junto a sus padres Emerenciano Sena y Marcela Acuña, una familia de dirigentes sociales que tenían —al momento del hecho— influencia en la política provincial así como fuertes vínculos con el Gobierno del Chaco, incluyendo al entonces gobernador Jorge Capitanich. Este caso ha captado la atención a nivel provincial y nacional, siendo difundido incluso en medios internacionales.
Además de los Sena, también se ha imputado a Gustavo Obregón y Fabiana Gonzáles, dirigentes cercanos a Acuña; así como a Gustavo Melgarejo, casero de los Sena junto a su pareja Graciela Reynoso; actualmente los siete sospechosos e imputados se encuentran detenidos y con pedido de prisión preventiva. La investigación está actualmente bajo la supervisión de los fiscales Jorge Cáceres Olivera, Jorge Fernando Gómez y Nelia Vázquez de la Fiscalía Especial de Violencia de Género N.º 4 del Ministerio Público Fiscal.
La denuncia por la desaparición de Cecilia Strzyzowski fue presentada el martes 6 de junio por Gloria Romero, madre de la joven, después de recibir información anónima que sugería que algo había sucedido con su hija. A partir de ese momento, se activó el protocolo correspondiente para la búsqueda de personas desaparecidas y se inició una investigación por parte de la Fiscalía. De acuerdo a las cámaras de seguridad, el 2 de junio se observó a Cecilia ingresando a la residencia de los Sena, sin que se tuviera registro de su salida, siendo la última señal de su teléfono móvil en ese lugar. Posteriormente, se pudo visualizar en las grabaciones a Obregón saliendo del domicilio con bolsas negras, las cuales se presume que podrían contener el cuerpo de la joven. Emerenciano y Acuña subieron al vehículo y abandonaron la casa. El Equipo Fiscal llevó a cabo diversos allanamientos y rastrillajes, incluyendo la propiedad de los Sena, donde se encontraron restos óseos y de sangre que pertenecen a Cecilia. En uno de los testimonios, Melgarejo afirmó haber visto a la joven atada y amordazada en la camioneta de Emerenciano, y posteriormente asesinada.  Además, se realizó un rastreo en el río Tragadero, cercano a un establecimiento rural de los Sena, donde se encontraron huesos humanos triturados y un dije que fue reconocido por Gloria Romero como una pertenencia de su hija. Todos estos indicios apuntan a la hipótesis de femicidio; según los fiscales, Strzyzowski  fue asesinada el 2 de junio entre las 12:13 y las 13:01 en la casa de los Sena por César Sena y sus padres, luego, Gustavo Obregón y Fabiana González ayudaron a desaparecer los rastros, y a las 19:27 César Sena y Obregón cargaron el cuerpo para llevarlo a Campo Rossi donde fue desmembrado e incinerado para finalmente arrojarse sus restos al río Tragadero.
Por su parte, la defensa de César Sena, Gustavo Obregón, Fabiana González, Griselda Reinoso y Gustavo Melgarejo presentaron una solicitud para apelar el pedido de captura y la imputación de los fiscales,  pidiendo que se categorice el caso como "desaparición forzada", argumentando que "no está acreditado que Cecilia murió" ya que no se encontró su cuerpo.
En relación con el caso, se ha iniciado una investigación por lavado y evasión de activos financieros a los Sena. Durante uno de los allanamientos, se encontraron $6 058 190 de pesos argentinos sin justificación su hogar. Según el informe de la Fiscalía Federal del Chaco, Emerenciano y Acuña desempeñan funciones en dos organizaciones: la Fundación Doctor Saúl Acuña y la Fundación Emerciano Sena, así como en la Cooperativa de Trabajo Emerenciano Limitada. En cuanto a su influencia política, los Sena mantenían estrechos vínculos con el gobierno del Chaco, lo cual se refleja en la realización de obras públicas, el manejo de planes sociales y las entregas de viviendas. Además, se ha revelado que la familia Sena ha recibido una transferencia del gobierno provincial por un monto superior a los $141 millones de pesos, incluso después de que se hiciera pública la desaparición de Cecilia.
El caso tuvo lugar menos de 20 días antes de la realización de las Elecciones Primarias del Chaco. En dichas elecciones, Emerenciano Sena, Gustavo Obregón, Marcela Acuña y Fabiana Gonzáles conformaban la lista del Partido Socialistas Únicos (PSU) dentro de la lista oficial del Frente Chaqueño. Emerenciano y Gustavo iban a ser precandidatos a diputados, siendo Marcela Acuña para intendenta y Fabian Gonzales para concejal de Resistencia. Sin embargo, debido al escándalo relacionado con la desaparición y el repudio social, el Frente Chaqueño decidió dar de baja las postulaciones del PSU.
El 18 de junio se llevaron a cabo las elecciones provinciales. Los medios coincidieron en que el caso tuvo influencia en los resultados, los cuales resultaron en una victoria de la oposición al gobierno.
El 4 de julio de 2024, la justicia provincial de Chaco cambió la imputación del matrimonio Sena, y serán juzgados como «coautores de femicidio», como había pedido la familia de Cecilia Strzyzowski. Con esta carátula, ambos podrían ser condenados a 25 años de prisión.

## Antecedentes

### Cecilia Strzyzowski
Cecilia Strzyzowski nació el 3 de agosto de 1994. Era empleada administrativa en el centro de salud Emerenciano Sena. y dueña de una cafetería Residía en la casa de su tía junto a su pareja, César Sena, de 19 años. Según el testimonio de Gloria Romero, madre de la joven y denunciante en el caso de su desaparición, la relación entre ambos comenzó en diciembre de 2021 a través de la aplicación de citas Tinder. Sin embargo, surgieron problemas en la relación, especialmente debido a la resistencia de la madre de César hacia su unión. Además, se ha mencionado un posible control por parte de César sobre los movimientos de Cecilia a través de WhatsApp y la posesión de armas por parte de César, quien alega ser perseguido políticamente.
El 16 de septiembre de 2022 Cecilia y César contrajeron matrimonio, pero cuatro días después iniciaron los trámites de divorcio, presuntamente influenciados por la madre de César, quien no apoyaba la relación. La joven pareja repartió tarjetas de invitación para una fiesta de casamiento a realizarse el día 23 de diciembre, llamativamente la sentencia de divorcio salió dos días antes y el festejo se pospuso indefinidamente. La madre de Cecilia desconocía este divorcio al momento de su desaparición. La relación afectiva entre Cecilia y César continuó, y se les veía juntos con regularidad. La madre de Cecilia afirmó que para ella, César era una excelente pareja, y manifestó sorpresa ante la versión de un amigo de Cecilia, quien alegó que el 3 de mayo César habría agredido físicamente a Cecilia. Según esta misma declaración César Sena estaba medicado, le habría pegado a su propia madre en una oportunidad y manipulaba a Cecilia. La psicóloga de Cecilia —quien la atendió por última vez dos días antes de su desaparición— corroboró las versiones de violencia de género y que él tomaba sicofármacos.

### Los Sena
César Sena es hijo de Emericano Sena y Marcela Acuña, una familia con una destacada trayectoria en el ámbito social y político siendo dirigentes que mantienen estrechos vínculos con el gobierno del Chaco, lo cual se refleja en la realización de obras públicas, el manejo de planes sociales y las entregas de viviendas a través de organizaciones como "Fundación Doctor Saul Acuña", "Fundación Emerciano Sena" y la "Cooperativa de Trabajo Emerenciano Limitada". En el año 2023, recibieron una transferencia de 141 millones de pesos por parte del gobierno provincial;. También poseen un alto adquisitivo y varias propiedades que actualmente están bajo investigación por evasión de activos financieros entre su patrimonio se encuentran dos terrenos ubicados en Colonia Benitez, a 10 kilómetros de la ciudad de Resistencia, cuyo valor asciende a 130 mil dólares. En uno de estos terrenos se encuentra la residencia familiar donde se presume que ocurrió el asesinato de Cecilia Strzyzowski.
La participación activa de Emerenciano Sena como dirigente social tuvo lugar en la década de los '90 cuando fundó el Movimiento de Trabajadores Desocupados (MTD) junto al dirigente Ramón "Tito" López. Posteriormente, tras la ruptura del MTD, Emericano se asoció con Sergio Schoklender y Hebe de Bonafini, propietaria de la cooperativa Sueños Compartidos, con el objetivo de construir viviendas en terrenos ocupados. Sin embargo, debido a problemas judiciales y financieros, el proyecto fracasó. En el año 2020, el gobierno nacional decidió transferir esas mismas tierras al gobierno del Chaco, quien posteriormente se las cedió a Emerenciano. En el año 2009, se creó la fundación Saúl Andrés Acuña para llevar a cabo los proyectos de Emerenciano y Marcela Acuña.
En las Elecciones Primarias del Chaco Emerenciano Sena, Gustavo Obregón, Marcela Acuña y Fabiana Gonzáles conformaban la lista del Partido Socialistas Únicos (PSU) dentro de la lista oficial del Frente Chaqueño. Emerciano y Gustavo iban a ser precandidatos a diputados, siendo Marcela Acuña para intendenta y Fabian Gonzales para concejal de Resistencia. Sin embargo, debido al escándalo relacionado con la desaparición y el repudio social, el Frente Chaqueño decidió dar de baja las postulaciones.

## Detalles de la desaparición
El día 1 de junio de 2023 Cecilia tuvo una videollamada con su madre Gloria Romero y le contó que tendría un viaje a Ushuaia con su pareja, César Sena; el motivo era una oportunidad laboral. La oportunidad laboral como motivo del viaje fue confirmada por la psicóloga de Cecilia. Esa misma tarde Cecilia Strzyzowski fue vista saliendo de la casa de su tía en Resistencia junto a César Sena. En ese momento, llevaba puestos un pantalón tipo buzo de color gris claro, un saco tipo campera de color gris oscuro y zapatillas grises con detalles rosados; a su vez, Sena llevaba una mochila roja parcialmente vacía. Según una familiar de Cecilia, su pareja estaba nervioso en ese momento y ante el cuestionamiento por el escaso equipaje, él respondió que "compraría la ropa en Buenos Aires". Cabe aclarar que en Resistencia la temperatura media en junio es de 15 °C y en Ushuaia de 2 °C. De acuerdo con la madre, el viernes 2 deberían tomar un avión a Buenos Aires desde Corrientes.
Ambos partieron en una camioneta Toyota Hilux blanca. Sin embargo, los detalles precisos de su paradero y las circunstancias que rodean su desaparición aún no han sido esclarecidos. 
El viernes 2 de junio, una cámara de seguridad captó el ingreso de Cecilia a la casa de los Sena a las 09:15, pero no se registró su salida. La señal de celular del teléfono de Cecilia se activó por última vez en un campo cercano al paraje Tres Horquetas, cerca de Resistencia.
El 5 de junio, dos personas anónimas que se hicieron pasar por agentes de investigaciones, se acercaron a la familia de Cecilia y proporcionaron información de un vecino del barrio de Emerenciano que sugirió que algo había ocurrido con ella. A pesar de los intentos de la familia por comunicarse telefónicamente con Cecilia, solo recibieron mensajes escritos como respuesta diciendo que se le había roto el celular. Al solicitar un mensaje de voz, recibieron un audio antiguo, lo que generó mayor preocupación. Posteriormente, la tía de Cecilia, Mercedes, se comunicó por mensajes con César, quien afirmó que estaba en Ushuaia junto a Cecilia, pero que él había salido con un amante. Posteriormente, la comunicación se interrumpió por completo
Los investigadores no lograron encontrar evidencia sobre la existencia del supuesto viaje, sospechando que Los Sena habrían engañado a Cecilia y a su madre, Gloria Romero, para cometer el crimen.

## Investigación
Desde el 6 de junio, día que se tomó conocimiento de la desaparición, la Fiscalía activó inmediatamente el protocolo de búsqueda de personas y de femicidio. Además, dio intervención al Departamento Inteligencia Criminal (División Búsqueda de Personas Desaparecidas O Extraviadas), Departamento Investigaciones Complejas (División Homicidios y Captura), Departamento Investigaciones Complejas (División Cibercrimen), Departamento Lucha Contra la Trata de Personas; Departamento Investigaciones Complejas; División Prensa; Convenio Policía; Dirección Policía Caminera (División Verificaciones). También, se solicitó los pedidos de informes correspondientes de geoconexiones, empresas de telefonía, WhatsApp, Instagram y Facebook.
El 8 de junio, el Sistema Provincial del Ministerio de Seguridad y Justicia del Chaco junto al Sistema Federal de Búsqueda de Personas se encuentran trabajando en la búsqueda de Cecilia. Por su parte, la secretaria de Derechos Humanos y Géneros de la provincia, Silvana Pérez, pidió que la investigación se realice con perspectiva de género, enviando una notificación al Ministerio de Mujeres, Géneros y Diversidad de la nación. La Policía Federal, Policía Aeroportuaria, Gendarmería y Prefectura Naval fueron alertadas, con a fin de que se realicen controles en puestos camineros, aeropuertos, terminales de ómnibus, límites provinciales e internacionales, a fin de dar con el paradero. Ese mismo día, se solicitó la apertura del teléfono celular secuestrado de Cecilia e ingresaron los informes solicitados a Personal y Flow.
El 12 de junio, el Ministerio Público Fiscal creó equipo fiscal específico para investigar la desaparición, actualmente integrado por Jorge Fernando Gómez y Nelia Velázquez.

### Investigación de femicidio
César Sena fue llamado a declarar el 6 de junio en los tribunales, al momento de llegar, tenía rasguños en el cuello, algo que fue captado por las cámaras de los periodísticas que cubrían la noticia, el fiscal sostiene que las manos podrían ser compatibles con una maniobra de estrangulamiento hacia la víctima. Tras declarar como testigo, los fiscales detectaron contradicciones en su testimonio, motivo por el cual, el fiscal Jorge Cáceres Olivera solicitó allanar la vivienda de los Sena, tras la inspección se encontraron una sierra de carnicero, un machete, municiones, manchas de sangre y restos óseos. Dos días después, Olivera pidió clasificar la desaparición de Cecilia como feminicidio. Además, una de las hipótesis que sostiene el fiscal es que el celular de Cecilia habría sido activado por última vez en uno de los criaderos de cerdos de Emerenciano Sena.
Magali Fernández Leyes, integrante de la Fundación Emerenciano, entregó voluntariamente evidencias en donde los Sena cambiaron sus teléfonos celulares el 2 de junio, un día después de la desaparición de Cecilia. También afirmó tener un audio de WhatsApp de la hermana de Marcela Acuña, Patricia, donde manifestó su temor por la posibilidad de que Gustavo Melgarejo, el casero, "haya visto cómo los cerdos devoraban a Cecilia. Finalmente, el 13 de junio, la fiscalía cambió la carátula como supuesto femicidio.
El 13 de junio, la Fiscalía citó a Melgarejo, Fabiana González y Gustavo Obregón, aunque, el único que presentó su declaración Melgarejo; tanto Gonzáles como Obregó se rehusaron a la indagatoria por falta de pruebas, según aclaró su abogado Juan Fernando Díaz. El 14 de junio, Melgarejo junto a su pareja Griselda Reynoso, declaró haber visto a César Sena y Gustavo Obregón llegar al campo de los Sena, junto a Cecilia el 4 de junio, quien estaba sentada y amordazada en al asiento trasero de uno de los vehículos; posteriormente, fue asesinada y su cuerpo fue enterrado en Puerto Tirol. Tras la confesión, se realizó un allanamiento en la localidad con peritos judiciales pero no se encontraron indicios también, se revisó la casa de Fabiana González ubicada en Villa Itatí y el departamento de Obregón, en Villa Centenario, donde se secuestraron las posibles prendas ropas que Cecilia habría usado en la casa de los Sena
Tras la tarea de investigación en el Barrio Emerenciano, se hallaron restos de una valija con ruedas, ropa y accesorios que habían sido incinerados. Todos los elementos secuestrados fueron puestos a reconocimiento de la familia Strzyzowski y sometidos a pericias en el Instituto de Medicina y Ciencias Forenses de la provincia. El 23 de junio, Gloria Romero reconoció los objetos como pertenencias de Cecilia al igual que un dije y anillos que ella usaba. El 3 de julio se confirmó la presencia de restos quemados de Cecilia en el patio de los Sena, posteriormente, la perecía genética reveló que la sangre hallada en una habitación de la casa de los Sena corresponde a Strzyzowski al igual que los rastros hemáticos detectados en un colchón.
Armando Cabra, exfuncionario del Ministerio de Seguridad del Chaco, se ha convertido en el defensor legal de Emericiano Sena y Marcela Acuña. Anteriormente, el abogado encargado de la representación de ambos era Juan Carlos Saife, quien presentó su renuncia después de enterarse de ciertas comunicaciones entre Acuña y Emerenciano en donde se afirmaba haber realizado un arreglo con una jueza. Posteriormente, Ricardo Osuna había asumido la defensa de los integrantes de los Sena, pero tras el pedido de la fiscalía  renunció a la representación de Emerciano y Acuña y se quedó con César Sena.
Ricardo Osuna es el actual defensor de César Sena. En una declaración, Osuna afirmó que, por el momento, no hará ninguna declaración y dejó en claro que su defensa se basará únicamente en lo que se encuentra en el expediente, el cual considera que contiene indicios y presunciones. Anteriormente, el abogado encargado de la defensa de Sena era Juan Díaz, quien también representaba a Fabiana González y Gustavo Obregón, pero renunció debido a "diferencias irreconciliables" después de la incorporación de nuevas pruebas al expediente Al día siguiente, Sena comenzó a ser representado por dos defensoras oficiales: Patricia Aleksich y Martha Karina Paz hasta la designación de Osuna.

### Lavado de activos
El 9 de junio se realizó un allanamiento en la vivienda de Emerenciano Sena y Marcela Acuña, donde se encontraron aproximadamente 6 millones de pesos en efectivo sin justificación lo que derivó en una investigación de lavado de activos y evasión fiscal. La Justicia Federal declaró su incompetencia en la causa y fue derivada al Juzgado Federal de Primera Instancia 2 de Resistencia, a cargo de Ricardo Mianovich; el fiscal del caso es Patricio Sabadini. El ex abogado de César Sena, Juan Díaz, quien representó judicialmente al movimiento Socialistas Emerenciano, indicó el dinero provino de un programa para la realización de obras y se realizó la transferencia para la compra de materiales

### Arreglo con jueces
Marcelina Sena intentó visitar a su hermano Emerenciano Sena en la comisaría en que se encuentra detenido. Durante el acto, se le incautaron dos pastillas y una carta en la que se comentaba un supuesto arreglo con la jueza Rosalía Zózzoli del Juzgado de Garantías de la Fiscalía N.º 3 con el objetivo de que Emerenciano consiguiese la detención domiciliaria, fingiendo una baja de azúcar en sangre. En la nota también se mencionaba al abogado de César Sena, Ricardo Osuna, quien se desligó de cualquier responsabilidad. La Procuración General conformó un Equipo Fiscal Especial para que investigase la carta.

### Detenciones
El 9 de junio el fiscal Jorge Oliverio pidió la detención de Emerenciano Sena y Marcela Acuña y emitió un pedido de captura internacional para César Sena quien se encontraba prófugo tras ser citado el 7 de junio; Acuña justificó que César se encontraba en Corrientes estudiando medicina. Finalmente, el 10 de julio a las 23 horas, Acuña fue traslada al Departamento Violencia Familiar y de Género, mismo día que César Sena fue detenido.
El 11 de julio, se detuvo al casero de Los Sena, Gustavo Melgarejo quien se sospecha haya colaborado en deshacerse del cuerpo de Cecilia junto a su pareja, Griselda Reynoso, quien su identidad fue reservada al público hasta su declaración en fiscalía. El mismo día, también fueron detenidos Fabiana González junto a Gustavo Obregón como sospecha de coautores.
El 13 de junio se detuvo a la hermana de Fabiana González, Daiana González, pero fue liberada.

### Imputación
A continuación se detallan las imputaciones relacionadas con encubrimiento del femicidio de Cecilia Strzyzowski que realizó el equipo Fiscal basándose en las pruebas y testimonios recopilados durante la investigación:
- Cesar Sena, pareja de Cecilia: homicidio triplemente agravado por el vínculo, por el concurso premeditado de dos o más personas y por haberse realizado en un contexto de violencia de género.
- Marcela Acuña y Emerenciano Sena, padres de César: homicidio agravado por el concurso premeditado de dos o más personas en calidad de coautor.
- Gustavo Melgarejo, casero Los Sena y su pareja, Griselda Reinoso: encubrimiento agravado en calidad de partícipe secundario.
- Fabiana González, colaboradora e integrante del movimiento de Acuña y Sena: homicidio agravado en calidad de partícipe necesario.
- Gustavo Obregón, pareja de González: homicidio agravado por el concurso premeditado de dos o más personas en calidad de partícipe secundario.

## Repercusiones

### Protestas
La primera manifestación para reclamar la aparición con vida de Cecilia Strzyzowski se realizó el 9 de julio de 2023 en la Plaza 25 de Mayo, ubicada en Resistencia, frente a la Casa de Gobierno. El mismo día, los movimiento sociales pidieron la liberación de César Sena que se encontraba detenido de la comisaría, lo que terminó en una ocupación de la institución; motivo por el cual, se instalaron vallas en la comisaría y la fiscalía.
Al día siguiente, se llevó a cabo otra concentración en el mismo lugar, incluyendo también el Poder Judicial. El de 14 se junio tuvo lugar una marcha de antorchar en Resistencia, bajo el lema "Recordemos a Ceci con la luz que la caracteriza" y "Verdad y Justicia por Cecilia Strzyzowski" calificándolo como una marcha multitudinaria según los medios de comunicación El 2 de julio, se realizó otro pedido de justica en el puente Chaco-Corrientes.

### Impacto político
En las elecciones primarias de las Elecciones provinciales del Chaco de 2023, Emericiano Sena y Obregón iban a ser precandidatos a diputados provinciales, mientras Acuña y Gonzáles para intendenta y concejal de Resistencia, respectivamente. Los cuatro integraban la Lista 652 PSU “Socialistas Unidos", dentro del Frente Chaqueño; pero, tras el escándalo del caso, fueron excluidos de las candidaturas. Tras los resultados del 18 de junio, los medios coincidieron en que el caso tuvo influencia en los resultados, que resultaron en una victoria de la oposición al gobierno.
El 26 de junio se desarrollaba una investigación preliminar por lavado de activos a los Sena a partir del dinero en efectivo hallado durante el primer allanamiento, y se liberó el secreto bancario tanto sobre ellos como sobre una fundación que administraban.
El 27 de junio versiones periodísticas informaron sobre una supuesta llamada de Emerenciano Sena al gobernador Capitanich en la cual este se habría anoticiado de la desaparición de Cecilia antes de la denuncia. Por la noche el gobernador realizó una conferencia de prensa donde desmintió tajantemente tal versión, mostró su apoyo al esclarecimiento del caso y se defendió de acusaciones por el envío de fondos a los Sena. A su vez recordó que el campo de los Sena fue transferido a ellos durante la gestión de Roy Nikisch, gobernador anterior a Capitanich y de otro partido político. Nikisch luego explicó que fue en el marco de un proyecto financiado por el gobierno nacional (del mismo partido que el gobernador actual) y que la venta en sí se registró en 2013, en el segundo mandato de Capitanich.
El 3 de julio se informó que la Fundación Saúl Acuña (administrada por el matrimonio Sena) será disuelta una vez finalice la intervención.

### Reacciones
- Jorge Capitanich, gobernado de la Provincia de Chaco, se refirió a la desaparición de Cecilia, el 11 de junio, en un acto de General San Martín, afirmando que desde el gobierno van a "promover la justicia que sea necesaria" y que "Estado va a proponer y va a defender a las víctimas de cualquier violencia".[87] El 14 de junio, realizó una segunda conferencia sobre el caso afirmando que "bregamos por que el hecho se esclarezca y los responsables paguen en la cárcel con todo el peso de la ley" posteriormente, expresó "me horrorizan las campañas de noticias falsas (...) "nosotros no ponemos jueces a dedo.[88][89]
- Gabriela Cerruti, portavoz presidencial, afirmó que "es imprescindible saber con celeridad que sucedió y que actúe con toda su fuerza la ley y la justicia".[90]
- Ofelia Fernández, legisladora de la Ciudad de Buenos Aires del Frente de Todos, publicó: "necesitamos saber qué pasó con Cecilia Strzyzowski".[90]
- María Eugenia Vidal, diputada del PRO, se refirió en un tuit diciendo "exigimos que la justicia de la provincia actúe rápido, sin retrasos, sin peros y sin intentos de encubrimiento. Los vínculos políticos de los acusados no pueden interferir. La impunidad no es una opción".[90]
- Horacio Rodríguez Larreta, jefe de Gobierno de la Ciudad de Buenos Aires, pidió "que la Justicia investigue a fondo y que no se meta la política".[91]
- Patricia Bullrich, presidenta del PRO, acusó al gobierno nacional de no expresarse sobre la desaparición y femicidio de Cecilia Strzyzowski y comparó a Emerenciano Sena como “un Milagro Sala de Chaco”.[92]
- Juntos por el Cambio, desde el bloque de Diputados y Senado, solicitó la presencia de Ayelén Mazzina, Ministra de Mujeres, Géneros y Diversidad, para brindar información sobre que acciones está realizando el Ministerio en relación con el caso de Cecilia.[93]
- La Asociación Argentina de Fiscales (AAF) y el Colegio de Fiscales de la I Circunscripción manifestaron "la necesidad de avanzar con urgencia en el pronto esclarecimiento" y mostró su apoyo a los fiscales la necesidad de avanzar con urgencia en el pronto esclarecimiento".[94][95]
- Amnistía Internacional lanzó una campaña global hacía el equipo fiscal que está investigando el caso involucrando a activistas de más de 160 países para pedir una infestación y un proceso penal imparcial perspectiva de género para esclarecer los hechos y condenar a los responsables.[96]
- El Foro de Periodismo Argentino (FOPEA) realizó un comunicado condenando las agresiones que se perpetuó a periodistas locales en marco de la investigación del caso.[97]

## Polémicas

### Amenazas e intimidaciones

#### A la familia de Cecilia Strzyzowski
Gloria Romero, madre de Cecilia, denunció ante los medios de comunicación que recibió un mensaje de texto afirmando “Sabemos que tenés otra hija” en referencia a Ángela Strzyzowski. También, fue amenazada la tía de Cecilia, Karina Gómez, la abogada quien impulsó la causa y se había anotado como querellante pero tras la inmediación, decidió denunciar al cargo. Desde el Ministerio de Seguridad y Justicia dispuso custodia policial a Romero y a Gómez, incluyendo personal de la Gendarmería Nacional y de la Policía Provincial del Chaco.
La abogada de la familia de Cecilia Stryzowski, Dra. Karina Gómez, denunció intimidaciones por la parte de Gloria Zalazar, la ministra de Seguridad y Justicia del Chaco. También, manifestó que ha sido bloqueada al Sistema de Ingreso Digital de Escritos (InDi) y que sufrió cortes de electricidad y de internet, además de sentir “estar rodeada".

#### A periodistas
Durante la cobertura del caso de la desaparición de Cecilia, varios periodistas locales recibieron amenazas e intimidaciones por parte del Gobierno del Chaco, dirigentes sociales y de personas anónimas, incluyendo una amenaza de muerte.
Araceli De Jesús, una periodista de Radio Gualamba, se encontraba realizando una emisión en vivo frente a la Comisaría Tercera, donde César Sena se encontraba citado el 9 de junio. De Jesús recibió agresiones agresiones físicas, intimidaciones y la ruptura de su teléfono móvil por parte del movimiento Socialistas Mujeres al Frente siendo una de las agresoras Fabiana González, quien se encuentra actualmente imputada en el caso. El periodista local de Infoqom, Carlos Prette, denunció tres hechos de presiones y amenazas que recibió en el mes de junio. En el primer hecho, una dirigente social del barrio Toba ,Vanesa López, lo amenazó con quitarle el celular si seguía tomándole fotos en la antesala del despacho del gobernador Jorge Capitanich, tras lo cual obligó a los policías de guardia a que expulsaran al colega del edificio gubernamental. El 13 de junio, Prette fue interceptado por un desconocido en moto que lo increpó diciéndole "Dejá de hacer quilombo con el movimiento o la vas a pasar mal". Finalmente, el día 15, recibió una llamada anónima a su celular y, cuando le pidió a su interlocutor que habilitara la cámara para verle el rostro, éste se negó diciéndole "no, porque soy el que te va a hacer boleta". También afirmó que su portal de noticias fue víctima de ciberataque dejándolo fuera de servicio. Prette denunció estos hechos en el Juzgado Provincial del Chaco. También ha sido agredido físicamente el equipo móvil de Crónica en dos ocasiones y el periodista Alejandro Pueblas de A24 cuando se encontraba realizando un reportaje frente a la vivienda de Los Sena.
Desde El Foro de Periodismo Argentino (FOPEA) realizó un comunicado condenando las agresiones que se perpetuó a la prensa. Por su parte, el senador nacional por la Provincia del Chaco, Víctor Zimmermann, presentó un proyecto de declaración en donde se manifiesta la preocupación por las agresiones e intimidaciones al sector periodístico.

### Politización del caso
El caso de Cecilia Strzyzowski ha generado un impacto político, ya que los principales sospechosos del presunto femicidio son los líderes piqueteros, Emerenciano Sena y Marcela Acuña, y otras cinco personas de su entorno, quienes eran candidatos del Frente Chaqueño, la alianza que lidera el gobernador Jorge Capitanich. 
El precandidato a gobernador Leandro Zdero manifestó que los involucrados en el asesinato son socios políticos del Chaco y acusó al gobierno provincial de ser cómplice. Por su parte, el abogado de la familia de Cecilia, Fernando Burlando, denunció que la escena del crimen fue alterada y que la investigación está siendo obstaculizada por los vínculos políticos de los acusados. Capitanich rechazó el "uso político del caso" y "las campañas de noticias falsas", y pidió que los responsables paguen en la cárcel con todo el peso de la ley. También aseguró que su gestión hará todo lo necesario para que el hecho se esclarezca. Desde  la secretaria de Derechos Humanos y Género de Chaco, Silvana Pérez, denunció que "hay mucha irresponsabilidad y uso político, que no hace más que agregar dolor en la familia de la víctima". También se refirió cuando el Ministerio de la Mujer agregó a la madre de Cecilia al Programa Apoyo Urgente, que brinda a las familias de víctimas de femicidio una primera ayuda económica para los gastos inmediatos, denunciando que esta acción "fue desvirtuada con la denuncia de que 'a la mamá le ofrecieron plata".
Desde el grupo referentes de mujeres que incluye redes feministas nacionales, funcionarias y legisladoras emitieron un comunicado solidarizándose con la familia de la joven desaparecida con la advertencia de que “Lo que importa es Cecilia”,  repudiando el uso de político. El comunicado incluía las firmas de Estela Díaz, Juliana Di Tullio, Kelly Olmos, Anabel Fernández Sagasti, Paula Penacca, Blanca Osuna, María del Carmen Feijoo, Mónica Macha, Mara Brawer y María del Carmen Bianchi, entre muchas otras.  La jueza federal de San Isidro, Sandra Arroyo Salgado, habló sobre la investigación y realizó una comparación caso de la muerte del fiscal Alberto Nisman en cuanto al tratamiento que le da la dirigencia política. Además, cuestionó “la politización” de este tipo de causas y consideró que “perjudican” su avance: “[Hay] un paralelismo con el caso Nisman, (...) como la acción de [Jorge] Capitanich tratando de silenciar, cuando las diferencias de opiniones nos enriquecen”.
En relación, la legisladora provincial del Frente Chaqueño, Claudia Lorena Panzardi, generó indignación por sus dichos  al afirmar que "Cecilia Strzyzowski era una mujer adulta que tomaba sus propias decisiones" y "eligió erróneamente a esa familia" refiriendo a los Sena. Desde la oposición la acusaron de culpabilizar a la víctima por su desaparición y de defender al oficialismo.

## Cronología

### Junio
- Del 3 al 4 de junio: César Sena participó en actos de campaña política. Su madre, Marcela Acuña, era precandidata a intendente de Resistencia, y su padre, Emerenciano Sena, era precandidato a diputado provincial. Ambos eran candidatos por el Frente Chaqueño del gobernador Jorge Capitanich. Emerenciano Sena ha sido llamado el "Milagro Sala chaqueño", por su relación con el actual gobierno provincial.[115] La familia Sena recibió fondos públicos del gobierno de Capitanich hasta el día en que fueron detenidos, al menos 141 millones de pesos, mediante la fundación “Doctor Saúl Acuña”.[116] El sábado 3 en un acto en Colonia Elisa se tomó una fotografía de César Sena, en la cual se aprecian marcas de rasguños en su cuello.[35]
- Del 3 al 5 de junio, Gloria Rome intentó comunicarse con su hija, habituada a videollamadas o audios, pero como respuesta solo obtenía mensajes de texto, ya que "se había roto la cámara".[35][37]
- 5 de junio: a las 20:00 horas la hermana recibió la visita de dos hombres que se identificaron como agentes de investigaciones, quienes le comunicaron que una persona del barrio Emerenciano informó que conocía a Cecilia y que "sabía que le habían hecho algo".[37] Ante tal evento intentaron comunicarse con Cecilia con un mensaje de audio en el que explicaban que radicarían la denuncia si no contestaba. No pudieron volver a contactarse con Cecilia ni con Sena desde ese número, pero una tía de Cecilia sí se comunicó con César quien le avisó que su sobrina estaba en Ushuaia y él estaba trabajando.[37] Luego el mismo César Sena le indicó que Cecilia se había escapado en Buenos Aires con un amante.[37] La versión de que se había escapado con un amante fue publicada por una familiar de César Sena el día 7.[37]
- 6 de junio: un camión trasladó elementos desde la casa de los Sena hasta dos domicilios en el barrio Emerenciano.[117] Horas más tarde, Gloria resolvió hacer la denuncia por su desaparición.[28] Familiares y amigos comenzaron una campaña desde redes sociales para encontrarla.[118]
- 7 de junio: por la mañana el caso ya había alcanzado a medios locales, donde se enunciaba la búsqueda del paradero de Cecilia.[119] Desde un primer momento se reforzó que había sido vista por última vez subiendo a una camioneta con César Sena. También se distribuyeron capturas de los mensajes entre la familia y César Sena.[28] Marcela Acuña declararía que el día viernes su hijo y Cecilia se pelearon, pero fue algo sin importancia.[120]
- 8 de junio: César fue llamado a declarar en la Comisaría. Lo acompañó su madre y un nutrido grupo de manifestantes de la organización social que comandan sus padres.[121] Durante la espera una periodista fue agredida por parte de la comitiva que acompañó a Sena, a quien le solicitaron que se retire y arrojaron su celular al suelo.[118] Marcela Acuña declaró a los medios que le llamaba la atención que la madre no se haya comunicado con ellos, y que había un interés en exponer el caso mediáticamente para afectar la campaña del frente oficialista por las elecciones que tendrían lugar 10 días después.[118] También declaró que creía que Cecilia aparecería el día posterior a dicha elección,[118] y que fue todo una trampa del fiscal.[122] El mismo día los manifestantes que estaban con Marcela Acuña intentaron entrar a la Comisaría mientras tomaban declaración a "una compañera" bajo la excusa de que la tenían encerrada.[122] Por otra parte allegados a la víctima convocaron a una marcha en el centro de la ciudad para pedir por el esclarecimiento del caso.[122]
- 9 de junio: César Sena no se presentó ante la justicia para declarar como había convenido,[123] por lo que se libró una orden de captura internacional y se allanó la casa de sus padres.[124] Durante el allanamiento se habrían encontrado manchas de sangre y $5 millones que luego derivarían en una nueva causa por evasión fiscal.[123] La fiscalía ordenó la detención de los padres de César Sena, orden que fue cumplida en la misma noche del viernes.[123] Esa misma noche volvió a realizarse una marcha pidiendo por el esclarecimiento del hecho.[29]
- 10 de junio: se llevaron a cabo allanamientos en varias propiedades de los Sena y se encontraron restos óseos y manchas de sangre en una casa rural. En el operativo, los agentes secuestraron municiones y armas blancas. Pasado el mediodía César Sena se entregó a la policía con lo cual la causa ya no tenía prófugos.[68] También se detuvo a Fabiana González, quien se considera mano derecha de Emerenciano Sena y su esposa, y quien había participado en la agresión a una periodista dos días antes.[102] Debido a que la señal del celular de Cecilia se había activado por última vez en la zona conocida como Campo Rossi, se hizo un rastrillaje con resultados negativos en el establecimiento de cría de porcinos que la familia tiene en esa zona rural.[125] Durante el mismo operativo detuvieron a Gustavo Melgarejo, casero del establecimiento, quien tenía una denuncia previa por violencia de género.[126]
- 13 de junio: la calificación del caso cambió a femicidio y los detenidos fueron imputados como coautores del delito de "homicidio agravado". El mismo día el Tribunal Electoral provincial excluyó a Emerenciano Sena y Marcela Acuña de participar en el acto electoral, pero no hubo tiempo para reimprimir las boletas, por lo que Sena y Acuña figuraron en las mismas.
- 14 de junio: se realizaron nuevos allanamientos en busca del cuerpo o restos de la víctima, con resultados negativos.[35] Ese mismo día, el abogado Juan Díaz, que había asumido la defensa de César Sena, renunció a su patrocino “por diferencias irreconciliables”, tras la incorporación de nuevas pruebas al expediente. El día siguiente, el acusado comenzó a ser representado por dos defensoras oficiales: Patricia Aleksich y Martha Karina Paz; y manifestaría al fiscal, a través de una carta manuscrita, el temor por su integridad física.[57]
- 17 de junio: llegaron a Resistencia dos especialistas de antropología forense del Poder Judicial de Córdoba, para colaborar en las pericias de los restos óseos encontrados en la casa rural de la familia Sena. Los resultados fueron calificados como "dudosos", dado su deterioro por exposición al sol, al agua y por encontrarse quemados. Desde la Justicia local indicaron que no hay nada claramente humano en las muestras analizadas. Ese mismo día se realizó un nuevo allanamiento, concentrado principalmente en una chanchería de la familia Sena, en el cual se encontraron más restos óseos que serán enviados a Córdoba para su análisis.[57]
- 18 de junio: cinco horas antes de que se diera la apertura de las elecciones primarias en la provincia, un grupo de tareas de investigación en el Barrio Emerenciano halló restos de una valija con ruedas, ropa y accesorios que habían sido incinerados. Todos los elementos secuestrados fueron puestos a reconocimiento de la familia Strzyzowski y sometidos a pericias en el Instituto de Medicina y Ciencias Forenses de la provincia.[57][58]
- 20 de junio: tras la declaración de uno de los implicados —Fabián Obregón— se rastrilló el río Tragadero y se encontraron en él huesos triturados y un dije en forma de cruz que se presume pertenecen a Cecilia. Obregón no solo indicó el lugar adonde rastrillar sino que acusó directamente a César Sena.[127] El mismo día Emerenciano Sena había solicitado declarar por primera vez y se despegó del hecho indicando que él "no estuvo allí".[128]
- 21 de junio: declaró por primera vez Marcela Acuña. Negó cualquier relación con el hecho aunque afirmó haber visto un bulto en una habitación que supuso era un cuerpo.[129] Se retiró de allí "asustada" y envió un mensaje a Obregón para que determine si era un cuerpo, a lo que declara que le respondió que sí. También de que vio a César rasguñado y que este le explicó que se había peleado con su pareja.[130] El mismo día un sacerdote católico que fue a ver a César ante su requerimiento, contó que según César "mi mamá nunca la quiso a Cecilia, pero yo nunca me imaginé que podría llegar hasta este extremo"; tales declaraciones no fueron hecha bajo el secreto de confesión dijo el religioso.[131] La jueza federal de Resistencia. Zunilda Niremperger levantó el secreto fiscal, bancario y financiero de César Sena, Emerenciano Sena, Marcela Acuña.[132] El Ministerio de Gobierno del Chaco inició una auditoría para evaluar la situación legal y económica de la Fundación ·DOCTOR ANDRÉS SAÚL ACUÑA".[133]
- 22 de junio: se realizó un allanamiento en las viviendas del barrio Emerenciano donde se habían trasladado elementos desde la casa de los Sena días después de la desaparición de Cecilia. En el allanamiento se secuestró un colchón, una cama y un respaldo entre otros objetos.[117]
- 23 de junio: Gloria Romero reconoció como pertenencias de su hija un dije y anillos que ella usaba.[59] Por su parte el fiscal informó que además de los sabidos rasguños en el cuello de César Sena había marcas en sus manos, y que podrían ser compatibles con una maniobra de estrangulamiento hacia la víctima.[46]
- 24 de junio: se realizaron peritajes con georradar y un perro entrenado en la búsqueda de restos humanos bajo una calle recién pavimentada en el mencionado barrio Emerenciano.[134]
- 25 de junio: se realizó una marcha multitudinaria en la plaza 25 de Mayo. Gloria Romero manifestó que la gente no debía tener miedo del poder político.[135]
- 26 de junio: declaró durante casi cuatro horas Fabiana González (imputada en ese momento por homicidio agravado en calidad de partícipe necesario), la declaración más larga hasta ese momento, sin embargo de la misma no se obtuvieron datos relevantes. En cambio se limitó a detallar su rutina el día 2 de junio.[130]
- 27 de junio: los peritos informaron que tras analizar los huesos encontrados en el río Tragadero se determinaron que eran humanos, aunque no fue posible determinar sexo, edad precisa ni causa de muerte debido a que se encuentran "multifragmentadas y calcinadas".[136] El mismo día se determinó que había ADN en el colchón secuestrado el día 22 de junio.[136]
- 28 de junio: se cambió la imputación a los cuatro imputados que no son de la familia Sena —Gustavo Obregón, Fabiana González, Gustavo Melgarejo y su esposa Griselda Reinoso— por la de encubrimiento agravado, y se confirmó su prisión preventiva.[137] Las penas en caso de ser condenados irían hasta 6 años, mientras que la familia Sena podría tener reclusión perpetua.[138]
- 29 de junio: el equipo de fiscales dio una conferencia de prensa donde informaron cómo creen que sucedieron los hechos: el asesinato habría ocurrido entre las 12:13 y las 13:01 que es la ventana de tiempo en la cual César Sena y sus padres estuvieron en la casa de Santa María de Oro 1460. Se hizo referencia a que César Sena fue visto sin los rasguños a las 11:00. A las 16:52 llegó Gustavo Obregón, y a las 17:12 Fabiana González, ambos para ayudar en la desaparición de rastros. A las 19:27 César Sena y Obregón cargaron el cuerpo en la cajuela de una camioneta Hilux y lo llevaron a Campo Rossi. Por otro lado dieron por probado que Cecilia fue engañada respecto al viaje a Ushuaia basándose en búsquedas ("cómo armar una valija" y "qué se puede llevar en un vuelo" entre otras) que había hecho en su celular días previos.[139][140] Gustavo Melgarejo, afirmó hacia los fiscales haber mentido cuando se refirió haber visto a la joven amordazada en un camioneta y posteriormente, César Sena y Gustavo Obregón, la habrían matado tirando su cuerpo en un basural. Su abogada, Mónica Sánchez, declaró que Melgarejo mintió tras la petición de un abogada de plantar pistas falsas, sintiéndose amenazado.[141] El Equipo Fiscal Especial (EFE) pidió la prisión preventiva para los siete detenidos.[13]

### Julio
- 2 de julio: se desarrolló una marcha de cientos de personas en el Puente General Manuel Belgrano que une Chaco y Corrientes, por lo que a la misma asistieron personas de ambas provincias.[142]
- 3 de julio: se informó que durante un allanamiento en casa de los Sena se encontraron restos de sangre en la habitación de César Sena, donde las declaraciones indicaban que se vio el cuerpo de la víctima envuelto en frazadas. Además en el patio se halló una mochila y la billetera —junto con restos de una tarjeta de crédito o débito— que habían sido quemadas.[143][144] Durante la misma jornada se conoció una carta manuscrita de Marcela Acuña, en la misma manifiesta que a ella y su esposo les pesa una condena social por ser los padres de César, también alude a que la prisión preventiva de ambos es por motivos políticos.[145][146] Por otra parte, la Secretaría de Derechos Humanos y Género solicitó que se investigue la participación de una octava persona sobre la cual no brindó precisiones.[147]
- 4 de julio: Marcelina Sena intentó visitar a su hermano Emerenciano, durante el acto se le incautaron dos pastillas, y una carta donde se comentaba un supuesto arreglo con una jueza.[67] La defensa de César Sena, Gustavo Obregón, Fabiana González, Griselda Reinoso y Gustavo Melgarejo presentaron una solicitud para apelar la imputación de los fiscales.[20]
- El 5 de julio: se dio a conocer que el octavo implicado sería Gerardo Flores, quien cuidaba animales en el Campo Rossi, misma tarea que el imputado Gustavo Melgarejo. Flores por su parte negó haber ido al campo de los Sena.[148][61] El mismo día se conoció la renuncia del abogado del matrimonio Sena, Juan Carlos Saife, primero solo a la defensa de Marcela Acuña, y finalmente a la de ambos. Asimismo se supo que Ricardo Osuna —quien ya tenía la defensa de César Sena— asumiría la defensa de ambos. Se presume que las misivas de Marcela y Marcelina habrían sido el detonante del cambio de defensor.[67][61]
- 9 de julio: Armando Cabra asumió como abogado de Emerenciano Sena y Marcela Acuña, siendo funcionario del Ministerio de Seguridad del Chaco desempeñando la asesoría en asuntos vinculados a los foros de seguridad. Tras la notificación, el Ministerio dio de baja a Cabra de manera irrevocable.[60]
- 11 de julio: La pericía genética reveló que la sangre hallada en una habitación de la casa de los Sena corresponde a Cecilia Strzyzowski al igual que los rastros hemáticos detectados en un colchón que posteriormente fue donado a un vecino.[18]
- 13 de julio: Mariano Sena iba a visitar a su hermanastro, César Sena, quien se encuentra detenido en el Penal Penitenciario 1 de Chaco,[149] durante el acto, el personal policial le secuestro un recibo de extracción bancaria de un millón de pesos y una nota dentro de un cuaderno que estaba escrita con tinta invisible.[150] Desde la Justicia, iniciaron una investigación sobre el recibo para evaluar si contiene un mensaje encriptado o mafioso.[151] La defensa de Emereciano Sena pidió la prisión de domiciliaria alegando de padecer de diabetes, el Instituto Médico Forense de Chaco presentó un informe determinando que Emerenciano se encontraba en buen estado de salud.[152] El Juzgado de Garantías N.º 2 reprogramó las audiencias Emerenciano Sena y Marcela Acuña para el 1 y 2 de agosto, originalmente, iban a tener lugar los días 12 y 13 de julio.[153]
- 14 de julio: Los peritos policiales allanaron la cafetería de Cecilia Strzyzowski tras el pedido que presentaron los fiscales quienes sostienen que César Sena le habría pedido a Cecilia usar su negocio para lavar dinero, recibiendo la negativa por parte de la joven algo que habría desatado el presunto femicidio.[26] Marcela Acuña escribió una tercera carta desde la comisaría acusando a su hijo de ser responsable del caso.[154]
- 25 de julio: Tras ser citados por el Equipo Fiscal Especial a cargo de la investigación, los testigos del casamiento por civil de Cecilia Strzyzowski y César Sena brindaron su declaración testimonial.[155] La testigo de 28 años relató que le ofrecieron ser la madrina, que le indicaron que la fiesta de bodas se suspendió, pero nunca le comunicaron que se habían divorciado. El otro testigo, un joven de 19 años, relató que se comunicó con su amigo César cuando se enteró de la desaparición de Cecilia y que el imputado le señaló que estaba preocupado porque algo malo podía haberle ocurrido.[156]
- 28 de julio: El Equipo Argentino de Antropología Forense (EAAF) de Córdoba informó que por el estado de los huesos secuestrados en el Río Tragadero y que estaban calcinados no se pudo extraer muestras de ADN.[157]

### Agosto
- 3 de agosto: Falleció Miguel Strzyzowski el mismo día del cumpleaños de su hija. El hombre permaneció varios días internado y finalmente murió en una clínica privada de Resistencia. En entrevistas, previamente había señalado que tenía varios problemas de salud.[158]

- 10 de agosto: las muestras de sangre humana encontradas en el asiento trasero de la camioneta Toyota Hilux que pertenecía a César Sena dieron negativo en compatibilidad con el ADN de Cecilia Strzyzowski.[159]

- 13 de agosto: renunció a la querella el abogado Juan Arregin tras la difusión de un audio de Gloria Romero en el que decía que su abogado es Fernando Burlando. Arregin presentó su renuncia y cuestionó a su colega por nunca haber hablado con él.[160]

### Julio 2024
- 4 de julio: la justicia provincial de Chaco cambió la imputación del matrimonio Sena, y serán juzgados como «coautores de femicidio», como había pedido la familia de Cecilia Strzyzowski. Con esta carátula, ambos podrían ser condenados a 25 años de prisión.[25]